# Земо-Ентелі
Земо-Ентелі (груз. ზემო ენთელი) — село в Грузії.
За даними перепису населення 2014 року в селі проживає 173 особи.